# Modi'in Illit
Modi'in Illit of ook wel Kirjat-Sefer (Hebreeuws: מודיעין עילית, Arabisch: موديعين عيليت) is een Israëlische nederzetting, in 1996 gesticht op de bezette Palestijnse Westelijke Jordaanoever in het Gouvernement Ramallah & Al-Bireh, ongeveer 2,5 kilometer ten oosten van de Groene Lijn, de wapenstilstandsgrens van 1949 met Jordanië. Modi'in Illit is gebouwd op minder dan 20 kilometer van Ramallah, op grondgebied van de Palestijnse dorpen Ni’lin, Kharbata, Saffa, Bil'in en Dir Qadis. Modi'in illit is op vijf kilometer van de Israëlische stad Modi'in gebouwd. 
Israël heeft deze nederzetting bestuurlijk ondergebracht in het informele district Judea en Samaria. De huidige burgemeester is Yaakov Gutterman.

## Demografie
De ultra-orthodox joodse bewoners zijn voor het grootste deel Israëlisch maar ook deels afkomstig uit Engeland, Frankrijk, Zwitserland, Zuid-Afrika en de Verenigde Staten. 
De nederzetting kent een snelle bevolkingsgroei: in 2012 woonden er ongeveer 59.332 mensen, in 2016 was het aantal 66.847, in 2018 72.944 in 2022 was het aantal inwoners gestegen tot 83.510. Modi'in Illit heeft de jongste bevolking van alle Israëlische steden: kinderen tot achttien jaar oud vormen bijna twee op de drie inwoners van de nederzetting (64,4%). De gemiddelde leeftijd is slechts 10 jaar oud. Modi’in Illit heeft het hoogste vruchtbaarheidscijfer in de Israëlische bevolking met 7,16 kinderen per vrouw in 2020.

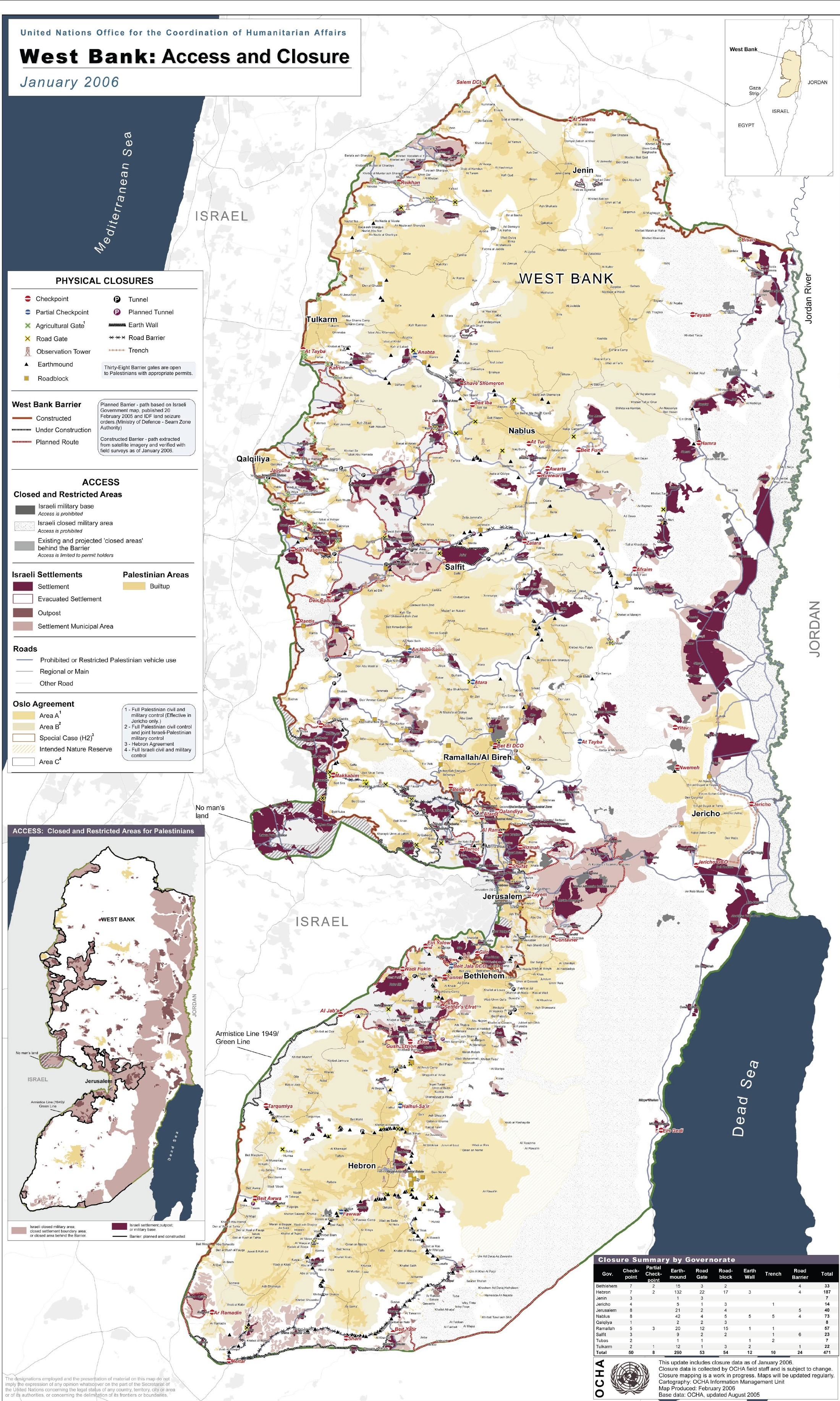
Kaart van de Israëlische nederzettingen op de Westelijke Jordaanoever (inclusief Oost-Jeruzalem)

## Status
De Verenigde Naties beoordelen de Israëlische nederzettingen als illegaal en hebben diverse resoluties uitgevaardigd; Israël heeft hier nooit gevolg aan gegeven.
De Westelijke Jordaanoeveroever maakt deel uit van de nog op te richten Arabische staat waarin het VN-verdelingsplan van 1947 voorzag.
Volgens de Oslo-akkoorden van 1993 en 1995 zou de Westelijke Jordaanoever binnen 5 jaar worden overgedragen aan de Palestijnse Autoriteit. In 1996 werd Modi'in Illit in zone C van de Westelijke Jordaanoever gebouwd, dicht bij Ramallah.
In mei 2008 besloot de gemeenteraad van Modi'ín Illit dat de nederzetting, ondanks de illegale bouw en uitbreidingen ervan, als stad beschouwd zou moeten worden.

## Westoeverbarrière
In 2002 bouwde Israël de Israëlische Westoeverbarrière om Modi'in Illit heen ver in Palestijns gebied en confisqueerde daarmee honderden hectares land en maakte een plan voor uitbreiding van Modi'in Illit. In september 2004 begon de Israëlische gemeente hier met de illegale bouw van een nieuwe ultra-orthodoxe wijk, die tegen de Palestijnse stad Bil'in gebouwd werd. Deze wijk, Matityahu-Oost, werd in 2006 door een beslissing van het Israëlische Hooggerechtshof stopgezet, maar dit verbod werd door de 'Civil Administration' en de 'Supreme Planning Council for Judea en Samaria' omzeild. In 2007 oordeelde het Israëlische Hooggerechtshof dat de route van de barrière moest worden verlegd.
Door de inwoners van nabijgelegen Palestijnse dorpen, waaronder Bil'in werden wekelijks demonstraties gehouden tegen de Israëlische bezetting en barrière. Daaraan namen ook Israëlische organisaties deel. In de periode tot 2010 leidde dat tot gewonde demonstranten en soldaten; één Palestijnse demonstrant kwam om het leven.

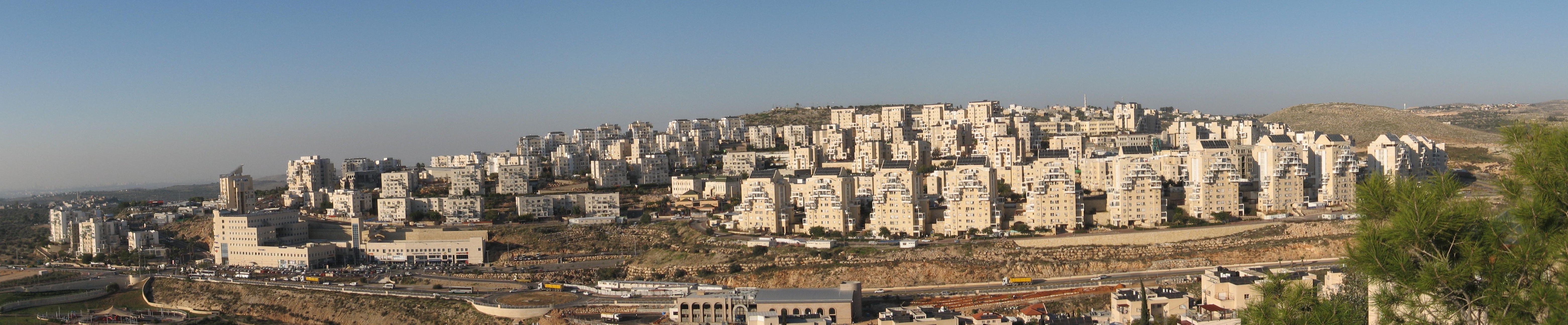
Stadsbeeld van Modi'in Illit